# Шмохор
Шмохор (словен. Šmohor) — поселення в общині Лашко, Савинський регіон, Словенія. Висота над рівнем моря: 776,2 м.